# Han Aidi
Han Aidi, Ai Di (漢哀帝, 27 – 1 p.n.e.) – cesarz chiński z dynastii Han w okresie 7 – 1 p.n.e.

## Życiorys
Syn brata cesarza Chengdi, który zmarł nie pozostawiając męskiego potomka. Początkowo był postrzegany jako cesarz, który może zrobić dużo dobrego dla rozwoju Chin, jednakże ze względu na wpływ swojej babki Fu oraz związane z tym wewnętrzne tarcia na dworze, nie udało mu się opanować korupcji w administracji, co spowodowało pogłębienie się zapaści dynastii Han. W wyniku żądań swojej babki doprowadził do jedynej sytuacji w historii Chin, kiedy aż 4 kobiety posiadały tytuł cesarzowej wdowy, były to :
- Cesarzowa wdowa Fu – babka cesarza Ai Di
- Cesarzowa wdowa Wang – wdowa po cesarzu Yuandi
- Cesarzowa wdowa Zhao Feiyan – wdowa po cesarzu Chengdi
- Cesarzowa wdowa Ai – matka cesarza Ai Di

Niestabilność rządów pozwoliła na wzmocnienie wpływów Wang Manga, co w przyszłości doprowadziło do upadku zachodniej dynastii Han.
Ze względu na brak potomstwa, następcą cesarza Ai Di został jego kuzyn, książę Jizi.